# Боден, Иван Федорович
Иван Фёдорович Боден (нем. Johann Friedrich Bodin; 1790–1855) — русский живописец-пейзажист, академик Императорской Академии художеств.

## Биография
Сын шведского подданного. Поступил пансионером в Императорскую Академию художеств (1808). Ученик Ф. Я. Алексеева. За пейзажный рисунок удостоен серебряной медали 2 степени (1809). Получил золотую медаль 2 степени (1811) за программу: «Представить приморский город или селение вдали, а на переднем плане изобразить стадо рогатого скота». Окончил академию с аттестатом первой степени (1811). Получил звание «назначенного в академики» (1820). Был избран в академики за программу «Предместье города Каменца-Подольского» (1821). Звание профессора за программу: «Написать вид с натуры в окрестностях Петербурга, с фигурами» (1833). В 1838 году писал в Крыму виды с натуры, и Академия художеств выдала ему 1500 руб. заимообразно, с обязательством погасить эту сумму картинами. Был определён живописцем и библиотекарем при Гатчинском дворце (с 1843).